# Roman Novotný
Roman Novotný (ur. 5 stycznia 1986) – czeski lekkoatleta specjalizujący się w skoku w dal.

## Osiągnięcia
- brązowy medal młodzieżowych mistrzostw Europy (Debreczyn 2007)
- brąz Uniwersjady (Bangkok 2007)
- 8. miejsce podczas igrzysk olimpijskich (Pekin 2008)
- 3. miejsce w zawodach I ligi drużynowych mistrzostw Europy (Budapeszt 2010)
- 12. miejsce na mistrzostwach Europy (Barcelona 2010)
- 8. miejsce w halowych mistrzostwach Europy (Paryż 2011)

## Rekordy życiowe
- skok w dal – 8,22 (2012)
- skok w dal (hala) – 8,05 (2009)